# Cowboy Carter
Cowboy Carter (укр. Ковбой Картер; також відомий як Act II: Cowboy Carter) — восьмий студійний альбом американської співачки та авторки пісень Бейонсе, випущений 29 березня 2024 року на Parkwood Entertainment і Columbia Records. Альбом є другою частиною проєкту трилогії Бейонсе після Renaissance (2022). Бейонсе створила «Cowboy Carter» з метою висвітлення забутого внеску чорношкірих першовідкривачів в американську музичну та культурну історію.
Здебільшого названий кантрі альбомом, Cowboy Carter поєднує різноманітні музичні жанри, такі як поп, хіп-хоп, треп, психоделічний фанк, блюз, соул, рок, рок-н-рол, опера, «ірландський» джиг і фолк тощо. За концепцією альбом виглядає як радіомовлення вигаданої станції під назвою «KNTRY Radio Texas», де співачки Доллі Партон, Лінда Мартелл і Віллі Нельсон виступають у ролі ді-джеїв. У піснях альбому звучать менш відомі кантрі-виконавці, такі як Таннер Аделл, Брітні Спенсер, Тієра Кеннеді, Рейна Робертс, Шабузі та Віллі Джонс. Музика створена за допомогою низки акустичних інструментів, на яких грають такі музиканти, як Стіві Вандер, Пол Маккартні, Найл Роджерс, Джон Батіст, Гарі Кларк молодший і Ріаннон Гідденс.
Альбом побив кілька стрімінгових рекордів і дебютував на першому місці у кількох країнах світу. Сингл «Texas Hold 'Em» став першою кантрі-піснею чорношкірої жінки, яка очолила чарти Billboard Hot 100 і Hot Country Songs.
«Cowboy Carter» отримав загальне визнання після релізу; критики вважали, що жанрові експерименти альбому, великий об'єм та еклектичні посилання сприяли грандіозному переосмисленню Американи та кантрі через призму її чорношкірого коріння. Альбом також розпалив дискусії про місце темношкірих музикантів у кантрі-музиці, збільшив аудиторію чорношкірих кантрі-виконавців і кантрі-радіо загалом, а також підвищив популярність одягу та культури вестерн.

## Передісторія та розвиток
— Бейонсе для Harper's Bazaar у 2021
Бейонсе народилася та виросла в Х'юстоні серед ковбойської спадщини міста та музики кантрі та зайдеко. Вона слухала кантрі-музику з раннього дитинства, зокрема завдяки дідусеві по батьковій лінії; її сім'я щороку відвідувала Houston Livestock Show and Rodeo у вестерн одязі. Вона виступала на Родео чотири рази між 2001 і 2007 роками, і продовжувала оспівувати свою країну і південне коріння протягом усієї своєї кар'єри.
Перший помітний зв'язок Бейонсе з кантрі-музикою відбувся в 2007 році, коли вона виконала версію свого хіта «Irreplaceable», у стилі блюграс, з кантрі-дуетом Sugarland на церемонії вручення американської музичної премії American Music Awards. Вперше вона випустила оригінальну кантрі-пісню у 2016 році: трек «Daddy Lessons» у своєму шостому студійному альбомі Lemonade. Бейонсе разом з гуртом Chicks (які раніше зробили кавер на пісню) виконали цей трек на 50-й щорічній церемонії вручення премії Country Music Association Awards 2 листопада 2016 року. Виступ отримав схвальні відгуки критиків і забезпечив найвищу в історії кількість глядачів премії the Country Music Association ; однак він також викликав негативну реакцію з боку деяких шанувальників кантрі-музики, які критикували присутність Бейонсе і стверджували, що вона не належить до цього жанру. The Country Music Association видалили всі рекламні пости про виступ Бейонсе, що було розцінено як піддавання тиску в спробі запобігти негативній реакції на організацію.
Цей досвід привів до створення «Cowboy Carter». Бейонсе розповіла, як їй чітко дали зрозуміти, що вона небажана в музичному просторі кантрі, але замість того, щоб дозволити критиці витіснити її з жанру, це змусило її подолати обмеження, накладені на неї. Вона заглибилася в історію кантрі-музики та вестерн культури та дослідила її афро-американське коріння. Вона вивчала «наш багатий музичний архів» і вчилася у педагогів, які давно виступали за перевиховання чорношкірих коренів кантрі-музики. Вона також читала, що історично половина ковбоїв були чорношкірими. «Зрозумівши, звідки походить слово „ковбой“, я зрозуміла, як багато історій про чорношкірих, темношкірих і корінних ковбоїв не вистачає в американській історії», — сказала вона. Це стало джерелом натхнення для її колекції одягу «Ivy Park Rodeo» 2021 року. Після цього дослідження Бейонсе вирішила, що хоче відновити американську та кантрі-музику з погляду темношкірих, за словами сценічного дизайнера Еси Девлін. Співавторка Ріаннон Гідденс сказала, що Бейонсе не мала наміру створювати типовий кантрі альбом, а натомість хотіла дослідити коріння своєї сім'ї за допомогою музики. Бейонсе задумала альбом як переосмислення того, «що таке кантрі та американа, і хто може до них належати», з метою зруйнувати загальноприйняті хибні норми про американську культуру та віддати шану першовідкривачам темношкірої музики.
«Cowboy Carter» створювався понад п'ять років. Бейонсе почала писати альбом у 2019 році, та продовжила під час пандемії COVID-19, за її словами це був найбільш творчий період. Альбом є другою частиною («Act II») проєкту трилогії, яку Бейонсе записала в цей період. Перший акт, Renaissance (2022), — це, перш за все, хаус і диско запис, який висвітлює та вшановлює темношкірих прабатьків танцювальної музики, що дає підстави вважати, що кожен альбом трилогії матиме на меті дослідити темношкіре коріння різних музичних жанрів. Спочатку планувалося, що «Cowboy Carter» мав вийти до епохи Ренесанс, але Бейонсе змінила порядок через пандемію.
У період між 2020 і 2024 роками Доллі Партон неодноразово говорила, що хотіла б, аби Бейонсе виконала кавер на її пісню «Jolene». Вперше вона сказала, що "ніхто ніколи не мав дійсно великого хіта на ["Jolene"]" в інтерв'ю виданню The Big Issue 5 грудня 2020 року. Вона сказала, що навіть попри те, що "пісня була записана по всьому світу понад 400 різними мовами, багатьма різними гуртами, вона завжди сподівалася, що хтось колись це зробить, хтось на кшталт Бейонсе. 10 березня 2022 року, відповідаючи на запитання Тревора Ноа в шоу The Daily Show про її заяву 2020 року, вона сказала: "Я б дуже хотіла почути «Jolene» у виконанні, схоже на те, як Вітні виконала мою «I Will Always Love You», щоб хтось взяв мої маленькі пісні і перетворив їх у щось більш потужне. Це був би надзвичайний день у моєму житті, якби вона коли-небудь виконала «Jolene». 8 березня 2024 року в інтерв'ю Knox News, присвяченому відкриттю сезону 2024 року в Доллівуді, Партон сказала: «Я думаю, що вона записала „Jolene“, і я думаю, що ця пісня, ймовірно, увійде до її кантрі альбому, і я дуже рада цьому…».

## Склад
Радість створення музики полягає у відсутності правил. Чим більше я бачу, як розвивається світ, тим більше я відчуваю глибший зв'язок з непорочність. Завдяки штучному інтелекту, цифровим фільтрам і програмуванню мені захотілося повернутися до справжніх інструментів тому я використовувала дуже старі. Я не хотіла, щоб деякі інструменти, такі як струнні, особливо гітари та органи були ідеально налаштовані. Я залишила деякі пісні «сирими» і схилялася до фолку. Всі звуки були органічними та людськими, повсякденні речі, такі як вітер, клацання та навіть голос птахів та курей, звуки природи. — Бейонсе про «Cowboy Carter»
Для альбому Бейонсе записала близько 100 пісень. Кожна пісня є власною переосмисленою версією вестерного фільму. Серед них Five Fingers For Marseilles (2017), Urban Cowboy (1980), The Hateful Eight (2015), Space Cowboys (2000), The Harder They Fall (2021), Killers of the Flower Moon (2023), Thelma & Louise (1991) і O Brother, Where Art Thou? (2000).
Альбом «Cowboy Carter» зазвичай описується як кантрі та вестерн і поєднує різні жанри, такі як блюз, соул, рок, ритм-енд-блюз, зайдеко, фолк, блюграсс, оперу, гоу-гоу, фламенко, фанк-каріока., фадо, класичний рок, реп, поп, хаус і джерсі-клуб. Альбом має вигляд трансляції вигаданої техаської радіостанції, де кантрі-співаки Доллі Партон, Лінда Мартелл і Віллі Нельсон виступають у ролі радіо ді-джеїв. В альбомі беруть участь нові кантрі-виконавці Таннер Аделл, Брітні Спенсер, Тієра Кеннеді, Рейна Робертс, Шабузі та Віллі Джонс, а також такі музиканти, як Стіві Вандер, Найл Роджерс, Рей та Джон Батіст. Альбом є циклічним, з фінальною нотою, яка плавно переходить у початок першого треку у такій же манері, як "Поминки по Фіннегану " Джеймса Джойса (1939), за словами Шейна О'Ніла The Washington Post. В альбомі використано низку акустичних інструментів, на яких грають музиканти, зокрема Стіві Вандер на губній гармошці, Пол Маккартні та Найл Роджерс на гітарі та Ріаннон Гідденс на банджо.

## Просування та реліз
Спочатку Бейонсе мала намір випустити «Cowboy Carter» як першу частину свого проєкту-трилогії, але пояснила, що «з пандемією у світі стало занадто багато суму», тому спочатку випустила альбом під назвою «Ренесанс», тому що «люди заслуговують на танці». Тоді ще безіменний альбом було вперше анонсовано 11 лютого 2024 року під час Super Bowl LVIII, коли Verizon Communications випустили рекламний ролик під назвою «Can't B Broken» (не може бути зламано), у якому Бейонсе намагалася «зламати Інтернет» за допомогою все більш дивовижних способів, таких як виступ на вершині Лас-Вегаської сфери, створення своєї версії за допомогою штучного інтелекту (ШІ), запуск колекції " BarBey " (поєднання Барбі та Бейонсе), оголошення своєї кандидатури на вигадану політичну посаду та політ у космос для виступу. Після того, як усі ідеї виявилися невдалими, Бейонсе завершила рекламний ролик словами: «Гаразд, вони готові. Вмикайте нову музику».
Після трансляції Бейонсе опублікувала в Instagram тизер-відео до Act II. Відео, зняте британською художницею та режисеркою Надією Лі Коен, віддає шану Парижу, штат Техас (1984), згадує прикордонні бластери та містить трек Чака Беррі 1955 року «Maybellene». Того ж дня на офіційному сайті співачки з'явилося повідомлення про її восьмий студійний альбом під умовною назвою Act II, реліз якого заплановано на 29 березня. Згодом два головних сингли альбому, «Texas Hold 'Em» і «16 Carriages», були одночасно доступні для цифрового завантаження та стрімінгу. 12 березня Бейонсе оголосила, що альбом буде називатися Cowboy Carter випустивши тизер-постер сідла з поясом. Разом з цим вона перелічила мерч альбому в обмеженій кількості компакт-диски із бонус-треком, футболки та вінілові платівки у червоному, білому, синьому та стандартному чорному кольорах.
19 березня 2024 року Бейонсе опублікувала обкладинку альбому в Instagram і повідомила, що в альбомі будуть «сюрпризи» та колаборації. 20 березня вона показала лімітовану ексклюзивну обкладинку з поясом із написом «act ii BEYINCÉ», посилаючись на сімейне прізвище її матері Тіни. Слоган та обкладинка альбому були спроектовані на різні музеї Нью-Йорка. Однією з них була несанкціонована проекція на Музей Соломона Р. Гуггенхайма, який люб'язно відреагував, опублікувавши картину Франца Марка 1910 року "Троє коней, що п'ють " із підписом «Це не Техас», натхненний синглом «Texas Hold 'Em». Бейонсе також опублікувала координати музею у своїй історії в Instagram.
Цей альбом створювався понад п'ять років. Приємно бачити, як музика може об'єднати стільки людей по всьому світу, а також підсилити голоси деяких людей, які присвятили велику частину свого життя вивченню нашої музичної історії. Критика, з якою я зіткнулася, коли вперше увійшла у цей жанр, змусила мене переступити через обмеження, які були на мене накладені. act ii — це результат виклику самій собі, і я не поспішала змішувати жанри разом, щоб створити цю роботу. Я сподіваюся, що ви зможете почути моє серце і душу, а також всю любов і пристрасть, яку я вклала у кожну деталь і кожен звук. Я зосередилася на цьому альбомі як на продовженні RENAISSANCE… Я сподіваюся, що ця музика — це досвід, створення ще однієї подорожі, де ви можете закрити очі, почати з самого початку і ніколи не зупинятися. Це не кантрі альбом. Це альбом «Бейонсе».
- Бейонсе в Instagram у березні 2024 року
27 березня Бейонсе опублікувала в Instagram графічне зображення трек-листа альбому, натхненне вінтажними плакатами епохи Chitlin' Circuit. На ньому були представлені колаборації з Доллі Партон і Віллі Нельсоном, а також кавер на пісню «Jolene» і «The Linda Martell Show». В останній пісні згадується Лінда Мартелл, перша чорношкіра жінка, яка досягла комерційного успіху в жанрі кантрі.
Диск доступний у чотирьох варіантах, кожен з яких має різну обкладинку із зображенням Бейонсе. Реліз відбувся в Японії 29 березня і вийде 12 квітня в Європі. Після виходу альбому шанувальники повідомили, що в їхніх попередньо замовлених вінілових платівках і дисках не вистачає багатьох треків, а деякі навіть вимагають відшкодування.

## Обкладинка

Вершниця з американським прапором на родео в Техасі

Обкладинку альбому «Cowboy Carter» зняв Блер Колдуелл, лос-анджельський фотограф родом з Техасу. Подібно до обкладинки альбому Renaissance, на якій Бейонсе сидить верхи на коні кольору диско кулі, на обкладинці «Cowboy Carter» зображена Бейонсе верхи на сірому коні, що мчить галопом. Вона їде на коні, сидячи боком (історично їзда збоку асоціювалася з жінками високого статусу), одягнена в червоно-біло-синій одяг, у ковбойському капелюсі та зі стрічкою з написом «Cowboy Carter». В одній руці вона тримає поводи коня, а в іншій — великий американський прапор. Образ нагадує королев родео, яких часто просять нести американський прапор під час урочистого виходу на родео.

Обкладинка альбому стала темою для обговорень і розбору критиків. Франческа Т. Ройстер, професорка Університету Де Пола та авторка книги «Музика темношкірого кантрі: слухаючи революції», написала: «Естетичний вибір є сміливим і, здається, сигналізує про те, як Бейонсе вступає в розмови про націоналізм — тему, яка є центральною для дискурсів про кантрі-музику, патріотизм та автентичність з часів її зародження». Критики запропонували різноманітні джерела натхнення та алюзії для обкладинки, серед яких президентські портрети, «Наполеон, перетинає Альпи» Жака-Луї Давида (1801—1805), «Герой» Марини Абрамович (2001), Кехінде Вайлі «Кінний портрет короля Філіпа II (Майкл Джексон)» (2009), «Родео на запрошення Білла Пікетта» та «Кінь у русі» Едварда Майбріджа (1878).
Після виходу «Cowboy Carter» отримав загальне визнання критиків, а деякі з них назвали його «шедевром». Критики високо оцінили поєднання Бейонсе різних музичних жанрів та вокал, а також описали альбом як грандіозну політичну заяву та особисту оду корінню Бейонсе. На сайті рецензій Metacritic альбом отримав середньозважену оцінку 91 зі 100 на основі 19 рецензій, що вказує на «загальне визнання».
Критики вихваляли Cowboy Carter як дослідження та переосмислення американської музики, а також як вшанування південної культури темношкірих та її внесок у жанр кантрі-музики. Спенсер Корнхабер з The Atlantic і Джемма СемвейсThe Evening Standard відзначили, що альбом експериментує з музичними традиціями кантрі та американської музики, щоб дослідити коріння чорної культури. Марія Шерман з Associated Press написала, що «еклектичний» і «епічний» альбом «переосмислює американський стиль» і вимагає ретельного вивчення його посилань, тем і послань для повної насолоди. Тай Сен-Луї з HipHopDX описав альбом як відродження «глибокого коріння, з якого Бейонсе створила свою майстерність» та «багатьох гілок, які проросли з музики темношкірих в Америці». Головний музичний критик Variety Кріс Віллман охарактеризував альбом як «пропаганду та соціально значущого виконавського мистецтва», який одночасно відображає та впливає на історію чорної музики та кантрі.
Критики високо оцінили альбом за те, що вони описали як амбітний експеримент з жанром, в якому Бейонсе переосмислила кантрі-музику у своєму баченні. Ніл МакКормік з The Telegraph вважає, що альбом розсунув межі жанрів і змішав різноманітні музичні стилі як полеміку проти консерватизму кантрі-жанру. Шахзайб Хусейн із Clash охарактеризував альбом як етномузикологічне дослідження та усну історію південних піджанрів, тоді як критик The New York Times Бен Сісаріо описав альбом як «широкий нарис» як про популярну музику, так і про жанр як концепцію. Хелен Браун The Independent і Роберт Моран The Sydney Morning Herald висловили думку, що жанрові експерименти Бейонсе слугують вшануванню забутих першопрохідців кантрі-музики, а також привертають увагу до перспективних темношкірих музикантів.
Багато критиків високо оцінили «амбіційний» розмах і «кінематографічну» грандіозність альбому, порівнюючи його з вестерн-епосом. Людовік Хантер-Тілні з The Financial Times порівняв альбом з історичним епосом-блокбастером з його «вражаючою, дуже американською аурою важливості» та «відчуттям того, що історію не тільки розповідають, але й творять». Сідні Медден з NPR прирівняв кожен з треків до «повнометражного фільму, сповненого сценічної величі, характеру та конфліктів», який можна аналізувати та обговорювати. Сісаріо висловив думку, що альбом в цілому працює як фільм, написавши, що Ковбой Картер є центральним персонажем у розповіді про історію американської культури. Деякі критики вважали, що альбом був би кращим, якби його розділили за музичними стилями. Петрідіс написав, що хоча альбом, можливо, був би кращим як подвійна платівка, «його дикі нахили в еклектику — це те, що треба» і він демонструє «вражаючу» здатність Бейонсе «підкоряти музичні стилі своїй волі».

## Комерційні результати
Після релізу «Cowboy Carter» побив рекорди стрімінгу на кількох платформах. У 2024 році він став найбільш прослуховуваним альбомом за один день на Spotify. У перший день на платформі він зібрав понад 76 мільйонів прослуховувань по всьому світу, що робить його 6-м за кількістю прослуховувань у перший день для будь-якого жіночого альбому і найвищим для будь-якого альбому чорношкірої жінки. Альбом також має найбільшу кількість прослуховувань у перший день для кантрі-альбому в історії Amazon Music.

### На міжнародній арені
На четвертий день виходу альбом «Cowboy Carter» випередив інші п'ять найкращих альбомів тижня у Великій Британії. Альбом дебютував на першій сходинці британського чарту UK Albums Chart, продавши 40 000 копій за перший тиждень. Він став п'ятим сольним альбомом Бейонсе і шостим, включаючи дискографію Destiny's Child. Альбом також дебютував під номером один в Official Vinyl Albums Chart. «Texas Hold 'Em» також повернувся на перше місце, ставши її найдовшим номером один у Великій Британії і вдруге очолив UK Singles Chart і UK Albums Chart одночасно з моменту дебюту Dangerously in Love та «Crazy in Love» у 2003.
В Австралії альбом дебютував на першому місці в чарті альбомів ARIA, ставши четвертим поспіль проєктом співачки з часів Бейонсе (2013); він також став першим альбомом виконавиці в стилі кантрі, який посів вершину чарту з 2017 року, коли першу позицію зайняв альбом Now Шанайї Твен.

## Вплив
Американська кантрі-музикантка Alice Randall
Cowboy Carter мав значний культурний вплив: Стіві Вандер і Кріс Віллман з Variety припускають, що це, можливо, найбільш обговорюваний альбом 21 століття. Cowboy Carter спричинив дискусії про визначення та коріння кантрі-музики та включення темношкірих виконавців до цього жанру. CNN детально зупинився на тому, як альбом сприяв відновленню ідентичності темношкірого «кантрі», тоді як CBS News припустили, що він зробив кантрі-музику доступною для ширшої аудиторії.
Дейзі Вудворд з BBC News написала, що звернення Бейонсе до кантрі-музики «сприяє» поверненню західної культури тими, хто відчував себе відчуженими нею, і руйнує традиційний образ ковбоїв. Американська письменниця та авторка пісень у стилі кантрі Еліс Рендалл в інтерв'ю The Washington Post висловила думку, що Бейонсе «привертає увагу і спирається на глибоку традицію», яка почалася з альбому Modern Sounds in Country and Western Music Рея Чарльза, підкресливши, що «[Бейонсе] піде ще далі, якщо те, що вона вже зробила в країні, є хоч якимось свідченням», навіть якщо Чарльз не був високо оцінений в музичному жанрі в той час. Емі Туєтні Тран ' NBC News вважає, що альбом має потенціал змінити визначення того, що означає бути кантрі-артистом «у культурній свідомості».
Альбом привернув увагу чорношкірих кантрі-музикантів і збільшив їхню аудиторію . Лінда Мартелл, яка стала першою комерційно успішною темношкірою кантрі-виконавицею, після виходу альбому отримала на 127 430 відсотків більше прослуховувань завдяки альбому. Інші темношкірі кантрі-музикантки також значно збільшили кількість прослуховувань завдяки альбому, зокрема Рейна Робертс (250 відсотків), Ріссі Палмер (110 відсотків), Таннер Аделл (188 відсотків) і К. Мішель (185 відсотків). Серед інших музикантів, попит на альбоми яких збільшився, включають Адію Вікторію, Аміру Анплагд, Брітні Спенсер, Міккі Гайтона, Ріаннон Гідденс і Сашу. Очолювані чорношкірими кантрі-організації, такі як Black Opry, також отримали значне збільшення кількості підписників. Як пише Аманда Марі Мартінес з NPR, альбом виявив «сильний попит» на кантрі-музику темношкірих виконавців та «зростаючу спільноту» шанувальників чорношкірого кантрі. У The Nashville Tennessean Андреа Вільямс висловила думку, що Бейонсе відкрила двері для інших у музиці кантрі, довівши, що темношкірі автори пісень, продюсери та музиканти належать до цього жанру.
Ведучий Sirius XM Майк Мьюз в ефірі програми Good Morning America сказав, що альбом викликає «глобальне обговорення» та «соціальний дискурс» про кантрі-музику та підвищує інтерес громадськості до цього жанру. За словами BBC News, кантрі-музика Бейонсе «відкриє шлюзи» для інших кантрі-музикантів. Ройзін О'Коннор, музичний редактор The Independent, сказала, що альбом є «переломним моментом» для кантрі-музики, поширюючи жанр для нової аудиторії. Програмісти низки кантрі-станцій повідомили, що альбом збільшив кількість слухачів їхніх радіостанцій. Кантрі-музиканти, такі як Доллі Партон, Марен Морріс, Міккі Гайтон і Бренді Карлайл, високо оцінили альбом і спробу Бейонсе зайнятися кантрі-музикою.
Прихильність Бейонсе до музики та культури кантрі ще більше розпалила модні тенденції та збільшила продажі вестерн одягу. Після анонсу альбому кількість пошукових запитів у Google за такими словами як «краватка боло», «ковбойський капелюх» і «ковбойські чоботи» зросла.

## Трек-лист
| Cowboy Carter track listing | Cowboy Carter track listing                                                         | Cowboy Carter track listing | Cowboy Carter track listing                                                             | Cowboy Carter track listing |
| #                           | Назва                                                                               | Автор | Producer(s)                                                                             | Тривалість                  |
| --------------------------- | ----------------------------------------------------------------------------------- | --- | --------------------------------------------------------------------------------------- | --------------------------- |
| 1.                          | «Ameriican Requiem»                                                                 | Beyoncé Knowles-Carter Ernest Wilson Jon Batiste Raphael Saadiq Atia Boggs Camaron Ochs Tyler Johnson Darius Scott Derek Dixie Shawn Carter Michael Price Dan Walsh Stephen Stills | Beyoncé [c] No I.D. Batiste T. Johnson [a] Khirye Tyler [b] Dixie [b] Kuk Harrell [d]   | 5:25                        |
| 2.                          | «Blackbiird» (with Brittney Spencer, Reyna Roberts, Tanner Adell and Tiera Kennedy) | Lennon–McCartney | Beyoncé [c] McCartney Tyler [b] Harrell [d]                                             | 2:11                        |
| 3.                          | «16 Carriages»                                                                      | Knowles-Carter Dave Hamelin Boggs Saadiq | Beyoncé [c] Hamelin Ink Saadiq [b] Stuart White [b]                                     | 3:47                        |
| 4.                          | «Protector» (with Rumi Carter)                                                      | Knowles-Carter Ryan Beatty Ochs Jack Rochon | Beyoncé [c] Rochon                                                                      | 3:04                        |
| 5.                          | «My Rose»                                                                           | Knowles-Carter Shawntoni Nichols | Beyoncé [c] Mamii                                                                       | 0:53                        |
| 6.                          | «Smoke Hour / Willie Nelson» (with Willie Nelson)                                   | Knowles-Carter Leah Takele Charles Anderson Edward House Jr. Sister Rosetta Tharpe Chuck Berry Jesse Stone                                                                         | Beyoncé                                                                                 | 0:50                        |
| 7.                          | «Texas Hold 'Em»                                                                    | Knowles-Carter Elizabeth Lowell Boland Megan Bülow Brian Bates Nate Ferraro Saadiq                                                                                                 | Beyoncé [c] Killah B Ferraro Saadiq [a] White [b] Hit-Boy [b] Mariel Gomerez [b]        | 3:53                        |
| 8.                          | «Bodyguard»                                                                         | Knowles-Carter Saadiq Beatty Boland Leven Kali Nichols | Saadiq Beyoncé [d]                                                                      | 4:00                        |
| 9.                          | «Dolly P» (with Dolly Parton)                                                       | Dolly Parton Knowles-Carter Takele | Beyoncé Rochon Nova Wav [b]                                                             | 0:22                        |
| 10.                         | «Jolene»                                                                            | Parton Knowles-Carter [e] Denisia Andrews [e] Brittany Coney [e] Terius Gesteelde-Diamant [e]                                                                                      | Beyoncé [c] Rochon Tyler [b] Alex Vickery [d]                                           | 3:09                        |
| 11.                         | «Daughter»                                                                          | Knowles-Carter Ochs Simon Mårtensson Gesteelde-Diamant Carter Dixie | Beyoncé [c] Ochs Simon Mårtensson Dixie [a]                                             | 3:23                        |
| 12.                         | «Spaghettii» (with Linda Martell and Shaboozey)                                     | Knowles-Carter Gesteelde-Diamant Carter Collins Chibueze Tyler Dedé Mandrake | Beyoncé [c] Swizz Beatz Tyler [a]                                                       | 2:38                        |
| 13.                         | «Alliigator Tears»                                                                  | Knowles-Carter Gesteelde-Diamant Tyler Jack Siegel | Beyoncé [c] The-Dream Tyler [a]                                                         | 2:59                        |
| 14.                         | «Smoke Hour II» (with Willie Nelson)                                                | Knowles-Carter Takele Hamelin Jeff Gitelman | Beyoncé Hamelin                                                                         | 0:29                        |
| 15.                         | «Just for Fun» (with Willie Jones)                                                  | Knowles-Carter Beatty Hamelin Gitelman | Beyoncé [c] Hamelin Vickery [d]                                                         | 3:24                        |
| 16.                         | «II Most Wanted» (with Miley Cyrus)                                                 | Knowles-Carter Miley Cyrus Michael Pollack Ryan Tedder | Beyoncé [c] Shawn Everett Pollack Cyrus Jonathan Rado [b]                               | 3:28                        |
| 17.                         | «Levii's Jeans» (with Post Malone)                                                  | Knowles-Carter Austin Post Gesteelde-Diamant Nile Rodgers Carter | Beyoncé The-Dream Louis Bell [d]                                                        | 4:17                        |
| 18.                         | «Flamenco»                                                                          | Knowles-Carter Nichols | Beyoncé [c] Mamii                                                                       | 1:40                        |
| 19.                         | «The Linda Martell Show» (with Linda Martell)                                       | Knowles-Carter Takele | Beyoncé                                                                                 | 0:28                        |
| 20.                         | «Ya Ya»                                                                             | Knowles-Carter Gesteelde-Diamant Carter Oliver Rodigan Harry Edwards Klara Mkhatshwa Munk-Hansen Anaïs Marinho Lee Hazlewood Brian Wilson Mike Love                                | Beyoncé [c] The-Dream Cadenza [a] Edwards [a] Tyler [b]                                 | 4:34                        |
| 21.                         | «Oh Louisiana»                                                                      | Berry | Beyoncé The-Dream                                                                       | 0:52                        |
| 22.                         | «Desert Eagle»                                                                      | Knowles-Carter Jabbar Stevens Miranda Johnson Marcus Reddick | Beyoncé [c] Bah Christ Reddick                                                          | 1:12                        |
| 23.                         | «Riiverdance»                                                                       | Knowles-Carter Gesteelde-Diamant Rachel Keen Mark Spears | Beyoncé [c] The-Dream                                                                   | 4:11                        |
| 24.                         | «II Hands II Heaven»                                                                | Knowles-Carter Hamelin Beatty Rochon Gesteelde-Diamant Spears | Beyoncé Hamelin Rochon [a]                                                              | 5:41                        |
| 25.                         | «Tyrant» (with Dolly Parton)                                                        | Knowles-Carter Ochs Gesteelde-Diamant David Doman Dominic Redenczki Ezemdi Chikwendu                                                                                               | Hamelin D.A. Got That Dope Tyler [b] Beyoncé [d] Harrell [d]                            | 4:10                        |
| 26.                         | «Sweet / Honey / Buckiin' » (with Shaboozey)                                        | Knowles-Carter Pharrell Williams Chibueze Gesteelde-Diamant Carter Hank Cochran Harlan Howard                                                                                      | Beyoncé [c] Pharrell                                                                    | 4:56                        |
| 27.                         | «Amen»                                                                              | Knowles-Carter Hamelin Danielle Balbuena Ochs T. Johnson Ian Fitchuk Scott Dixie Ricky Lawson [e]                                                                                  | Beyoncé [c] Hamelin T. Johnson [a] Dixie [b] Fitchuk [b] 070 Shake [b] Sean Solymar [b] | 2:25                        |
| 78:21                       |                                                                                     | |                                                                                         |                             |

## Чарти
| Чарт (2024)                                        | Найвища позиція |
| -------------------------------------------------- | --------------- |
| Australian Albums (ARIA)                           | 1               |
| Australian Country Albums (ARIA)                   | 1               |
| Австрія Austrian Albums (Ö3 Austria)               | 1               |
| Бельгія Belgian Albums (Ultratop Flanders)         | 1               |
| Бельгія Belgian Albums (Ultratop Wallonia)         | 1               |
| Канада Canadian Albums (Billboard)                 | 1               |
| Croatian International Albums (HDU)                | 9               |
| Чехія Czech Albums (ČNS IFPI)                      | 5               |
| Данія Danish Albums (Hitlisten)                    | 1               |
| Нідерланди Dutch Albums (MegaCharts)               | 1               |
| Фінляндія Finnish Albums (Suomen virallinen lista) | 11              |
| Франція French Albums (SNEP)                       | 1               |
| Німеччина German Albums (Offizielle Top 100)       | 1               |
| Угорщина Hungarian Albums (MAHASZ)                 | 6               |
| Icelandic Albums (Plötutíðindi)                    | 2               |
| Ірландія Irish Albums (OCC)                        | 1               |
| Italian Albums (FIMI)                              | 6               |
| Японія Japanese Albums (Oricon)                    | 45              |
| Japanese Digital Albums (Oricon)                   | 15              |
| Japanese Hot Albums (Billboard Japan)              | 59              |
| Lithuanian Albums (AGATA)                          | 4               |
| New Zealand Albums (RMNZ)                          | 1               |
| Норвегія Norwegian Albums (VG-lista)               | 1               |
| Португалія Portuguese Albums (AFP)                 | 1               |
| Шотландія Scottish Albums (OCC)                    | 1               |
| Slovak Albums (ČNS IFPI)                           | 4               |
| Іспанія Spanish Albums (PROMUSICAE)                | 1               |
| Swedish Albums (Sverigetopplistan)                 | 1               |
| Швейцарія Swiss Albums (Schweizer Hitparade)       | 1               |
| Велика Британія UK Albums (OCC)                    | 1               |
| Велика Британія UK Country Albums (OCC)            | 1               |
| США Billboard 200                                  | 1               |
| США Folk Albums (Billboard)                        | 1               |
| США Top Country Albums (Billboard)                 | 1               |

## Сертифікації
| Регіон                                                      | Сертифікація | Продажі |
| ----------------------------------------------------------- | ------------ | ------- |
| Бразилія (ABPD)                                             | Платиновий   | 40 000  |
| Канада (Music Canada)                                       | Золотий      | 40 000  |
| Данія (IFPI Denmark)                                        | Золотий      | 10 000  |
| Франція (SNEP)                                              | Золотий      | 50 000  |
| Швеція (IFPI Sweden)                                        | Золотий      | 15 000  |
| Велика Британія (BPI)                                       | Золотий      | 100 000 |
| продажі+прослуховування, що базуються лише на сертифікаціях |              |         |